# 瓦列里·洛巴诺夫斯基
瓦列里·瓦西廖維奇·洛巴诺夫斯基（羅馬化：Valerii Vasyliovych Lobanovskyi，羅馬化：Valeriy Vasilyevich Lobanovskiy；1939年1月6日—2002年5月13日），苏联和乌克兰的足球教练，获选苏联体育大师、苏联杰出教练和欧足联红宝石成就奖。
曾执教基辅迪纳摩、苏联国家队和乌克兰国家队。在1975年率领基辅迪纳摩击败匈牙利的費倫斯華路士获得欧洲优胜者杯冠军，是乌克兰俱乐部首次获得欧洲赛事的冠军。

## 生涯

### 球员
洛巴诺夫斯基毕业于基辅第一足校和青年足校，在基辅迪纳摩出道，担任左边锋。